# 芙茹弗·法羅赫扎德
芙茹弗·法羅赫扎德（波斯語：فروغ فرخزاد，又譯芙洛格·法羅赫扎德，羅馬化：Forugh Farrokhzad，1934年12月28日—1967年2月14日）。伊朗現代著名女詩人、電影導演、女權活動家。因車禍而早逝，年僅32歲。

## 早年生活
芙茹弗·法羅赫扎德1934年12月28日出生在德黑蘭，父親默罕默德·巴蓋爾·法羅赫扎德（Mohammad Bagher Farrokhzad）上校是職業軍人，母親是圖蘭·瓦兹利·塔巴爾（Touran Vaziri Tabar），他們共有七個子女，芙茹弗·法羅赫扎德排行第四。她早年上學到九年級之後，在一家女子手工工藝學校學習繪畫和縫紉，她在16歲時嫁給了作家帕爾維兹·沙普爾，一年之後她的唯一的兒子卡米亞爾·沙普爾（Kamyar Shapour）出生。
之後，因爲芙茹弗·法羅赫扎德有幾次外遇，她與帕爾維兹分居，并於1955年離異，離異後她失去了對兒子的監護權。孩子長大之後，認爲他的母親是爲了追求文學和異性交往而抛棄了他。這讓她感到非常悲傷。

## 電影創作
1956年芙茹弗·法羅赫扎德結識了電影製片人兼作家易卜拉欣·戈爾斯坦并與他開始了一段浪漫生活，爲此她開始了自己的電影導演生涯。她最早的作品是《墻》（The Wall）和《反叛》（The Rebellion），1962年她前往大不里士拍攝了一部關於伊朗麻風病患者的紀錄影片，名爲《房子是黑的》（The House is Black），在拍攝這部紀錄影片的過程中，她收養了一個名叫侯賽因·曼蘇里（Hossein Mansouri）的麻風病男孩。1964年她又推出了名爲《重生》（Reborn）的電影作品。

## 詩歌創作

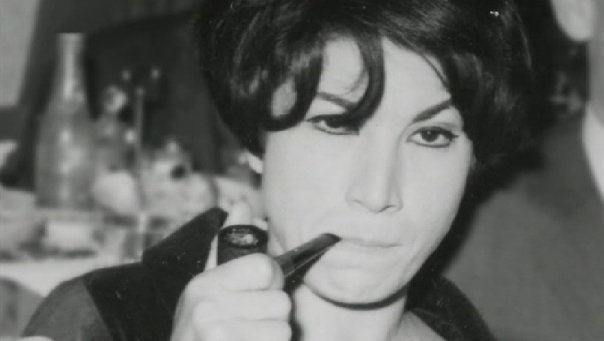
芙茹弗·法羅赫扎德攝於1965年

芙茹弗·法羅赫扎德的强烈女權主義無論是在生前還是她去世之後收集的詩歌作品中都表現無疑，因而也成爲社會負面反應的焦點。
在一次電臺采訪中，當被問及她詩歌中的女性角色時，法羅赫扎德回答說：
如果說我的詩歌有女性化的一面是很自然的。幸運的是，我畢竟是女人。但是如果説到藝術價值，我認爲性別不能起作用。提出這樣的建議是不道德的。一個女人，因爲她的身體、情感和精神傾向，可能會引起衆多的關注，這是自然的，男人可能通常不會處理這些問題。我相信，如果那些選擇藝術來表達自己内心的人，覺得他們在做這些事情時必須考慮到自己的性別，那麽他們的藝術就會永遠不會進步。因此，當我寫作時，我一直在想我是女人，我必須解決女性問題，而不是人類問題，那麽這就是一種停滯和自我毀滅。……重要的是一個人產生的作品不是被貼上男人和女人的標簽。當一首詩達到一定的成熟度，它就會從它的創作者哪裏分離出來，并與一個有效地基於自身優勢和世界聯繫起來”。

持此之外，她還呼籲承認女性的能力，要超越傳統的二元對立
1956年她創作了長詩《奴役》，它以蘇菲主義形式對宗教的神聖性的觀念提出了質疑，她寫道：

在我的嘴邊，藏著一個神秘的問題。在我的心中，有一個傷痛不能平復，灼燒著我的靈魂。這個抗爭的、彷徨的靈魂中隱藏的秘密，我現在想和你分享…… 你能感受到我心中的傷痛嗎？這也許會打破你心中的自我崇拜，何妨與我這個樸實的人坐上一會兒，在我誦讀詩篇的唇旁，啜飲關於存在本身的傷痛？
……你在繩索的一端，你的手上投有陰影，另一端系著人們的脖頸。牽著人們走在人生的道路上，他們的眼睛被來世的影像迷住了…… 只要我們這些可憐人，認爲你是公正的，你用柔滑而充满同情的面具掩飾著自己的容顔，把天堂變成一个謎樣的神話，人們要做的就是用此生進行交換。

這是一首與造物主對話的長詩，她以一種不可知論的態度描述了一位暴虐的、自我崇拜的、剥削成性的真主，這是那個時代的詩人罕有的一種表達方式，因爲那個時代的詩人大多討論的是世俗而非神的暴政。
在這之後的詩歌創作中，她將個人靈魂層面的探索逐漸轉向了社會層面。1963年，她發表了詩作《我美麗的祖國》，這一題目對伊朗被禁國歌的滑稽模仿，她嘲笑巴列維政府關於愛國主義的華而不實宣傳以及官僚制度下個人身份的固化。她嘲弄虛僞的社會氛圍，抨擊了充滿沙文主義、廉價的西方物質文化以及帝國的虛榮心。她寫道：

我是勝利者！我要記下我的豐功偉績。我要將我的名字印在身份證上，我的存在被標記爲一串數字，所以，德黑蘭第5居民區678號萬歲。我現在確信社會秩序井然：祖國關切的懷抱，安撫著偉大的歷史遺產，文明和文化的搖籃曲以及法律喋喋不休的聲音。我現在確信社會秩序井然。我是如此高興，狂喜地奔向窗邊，連續678次將帶著排泄物的空氣吸入肺裏，還要伴著灰塵、垃圾和尿液的氣味。還要在瓶底寫上678次“我欠你的”，還要在上面寫上678份工作申請：芙茹弗·法羅赫扎德。

1964年在她出版的《重生》詩歌中，對那些將她汙名化為叛逆者和褻瀆者的烏萊瑪做出了回應。
芙茹弗·法羅赫扎德最後一批詩歌作品發表於1973年，當時她已經過世。和她所在的文學圈子中的其他人一樣，她開始期盼救世主的來臨，在作品《一個特立獨行者》中，通過一名來自德黑蘭南部貧民區工人家庭的兒童眼睛似乎預見了未來的革命。她寫道：

我夢見有些人的到來，我夢見了一顆紅星…… （這些人）將會成就一番偉業，如同安拉般閃耀。那是綠色的光；如同晨曦般綠色的光，他將再度照亮隔壁的清真寺…… 我們在他的心上，在他的呼吸中，在他的言語裏，没有人能将他逮捕，戴上手銬，關進監獄…… 他將於一個满天焰火的夜晚，在炮兵廣場從天而降，為我們鋪上桌布，分配好麵包，還要準備好百事可樂，還要準備好公園，還要準備好咳嗽糖漿，還要準備好學校，還要準備好好醫院，還要準備好雨靴，還要準備好法丁的電影，還要給薩義德·賈瓦德（ Sayyid Javad）的女兒準備好衣裳，還要讓我們獲得應得的收入。

通過上述詩歌的描述，可以以此瞭解未來的伊朗革命是如何在這一時期伊朗知識分子中扎根的。

## 車禍逝世
1967年2月14日，芙茹弗·法羅赫扎德死於一場車禍。據説當時她駕駛的車子爲了躲避一輛迎面開來的校車而急轉向被甩出車外，頭部碰到了路邊，被送到醫院之前已經死亡。

## 影響
芙茹弗·法羅赫扎德的詩歌在伊朗伊斯蘭革命之後被禁止了十多年。1987年邁克爾·希爾曼（Michael Hillmann）在《一個孤獨的女人——芙茹弗·法羅赫扎德和她的詩歌》（A lonely woman: Forough Farrokhzad and her poetry）以及1992年出版的《面紗與文字：伊朗女作家的聲音》
（The emerging voices of Iranian women writers）的文章中介紹了她。伊朗文學評論家阿卜杜拉里·達斯特蓋布（Abdolali Dastgheib）2006年發表了一篇題爲《小美人魚》（波斯語： پری کوچک دریا）文章，稱芙茹弗·法羅赫扎德現代波斯語詩歌的先驅。

## 中譯本
- 《让我们相信这寒冷季节的黎明》，李暉譯，北京聯合出版，ISBN 9787559669667 （2023年7月出版）